# ГЕС Pǎomǎpíng
ГЕС Pǎomǎpíng (跑马坪水电站) — гідроелектростанція у центральній частині Китаю в провінції Сичуань. Знаходячись після ГЕС Yāngǎng, становить нижній ступінь каскаду на річці Yāzuǐhé, правій притоці Ялунцзян, яка в свою чергу є лівою притокою Дзинші (верхня течія Янцзи).
Машинні зали двох останніх станцій каскаду розташовані один під одним на схилі гори, що утворює правий берег Ялунцзян. Відпрацьована ГЕС Yāngǎng вода потрапляє до невеликого балансувального резервуару з рівнем поверхні на позначці 2499 метрів НРМ, звідки спрямовується до напірного водоводу станції Pǎomǎpíng. Основне обладнання останньої становлять дві турбіни типу Пелтон потужністю по 60 МВт, які використовують напір у 618 метрів та забезпечують виробництво 487 млн кВт-год електроенергії на рік.
Відпрацьована вода відводиться до Ялунцзян.